# سیارک ۱۶۹۶
سیارک ۱۶۹۶ (به انگلیسی: 1696 Nurmela، نامگذاری:1939FF) هزار و ششصد و نود و ششمین سیارک کشف شده‌است که در ۱۸ مارس ۱۹۳۹ کشف شد.
قدر مطلق سیارک برابر ۱۲٫۹۰ است.